# 樟叶木防己
樟叶木防己（学名：Cocculus laurifolius），为防己科木防己属下的一个种。产云南南部和东南部；常生林缘或灌丛。分布于中国长江以南各省区，亚洲东南部也有。该物种的模式产地为克什米尔之斯利那加（Srinagar）。

## 扩展阅读
維基物種上的相關：樟叶木防己